# Sara Klimoska
Sara Klimoska (en macédonien : Сара Климоска) est une actrice macédonienne, née le 27 juillet 1994 à Struga (Macédoine).

## Filmographie partielle

### Au cinéma
- 2016 : Amok (mk)
- 2019 : Willow (en) : Donka
- 2020 : Aci Kiraz : prostituée ukrainienne
- 2021 : Nico d'Eline Gehring : Ronny
- 2022 : You Won't Be Alone de Goran Stolevski : Nevena
- 2023 : Bauk (en production)
- Kaymak : Dosta (en post-production)
- Lena i Vladimir : Lena (en post-production)
- Things Unsaid : Maya (en post-production)

### À la télévision
- 2019-2020 : Balkan Shadows (en) (aussi Black Sun ; en serbo-croate : Senke nad Balkanom) : Jana (5 épisodes)

## Récompenses et distinctions
- (en) Sara Klimoska: Awards, sur l'Internet Movie Database